# جری هلر
جری هلر (انگلیسی: Jerry Heller؛ زادهٔ ۶ اکتبر ۱۹۴۰) یک پدیدآور، و هنرپیشه اهل ایالات متحده آمریکا است.
وی مدیر برنامه گروه رپ معروف ‌ان دبلیو ای بود که پس از مشکلات زیاد با اعضای این گروه به خصوص آیس کیوب
و داکتره دره باعث جدایی ایزی ای از گروه شد و همین باعث شد همیشه چهره ای منفور بین مخاطبان رپ داشته باشد 
جری هلر روز ۲ سپتامبر ۲۰۱۶ هنگام رانندگی دچار حمله قلبی شد و تصادف کرد و درگذشت